# Богоносово
Богоносово (рос. Богоносово) — хутір у Розсошанському районі Воронезької області Російської Федерації.
Населення становить 6 осіб. Входить до складу муніципального утворення Морозовське сільське поселення.

## Історія
Населений пункт розташований у межах українського краю Східної Слобожанщини.
Від 1928 року належить до Розсошанського району, спочатку у складі Центрально-Чорноземної області, а від 1934 року Воронезької області.
Згідно із законом від 15 жовтня 2004 року входить до складу муніципального утворення Морозовське сільське поселення.

## Населення
| 2010 |
| ---- |
| 6    |